# Amorino
Amorino est une marque française de glaces à l'italienne distribuées par des boutiques franchisées.

## Historique
L'entreprise Amorino, est fondée en 2002 par deux amis d'enfance italiens, Cristiano Sereni et Paolo Benassi, qui ouvrent leur première boutique sur l'île Saint-Louis, à Paris,. En 2005, Amorino développe des franchises en France puis à l'étranger à partir de 2008.

## Activités
Amorino fabrique et commercialise des glaces à l'italienne fabriquées à partir d'ingrédients naturels et servies en forme de fleurs faites à la spatule,.

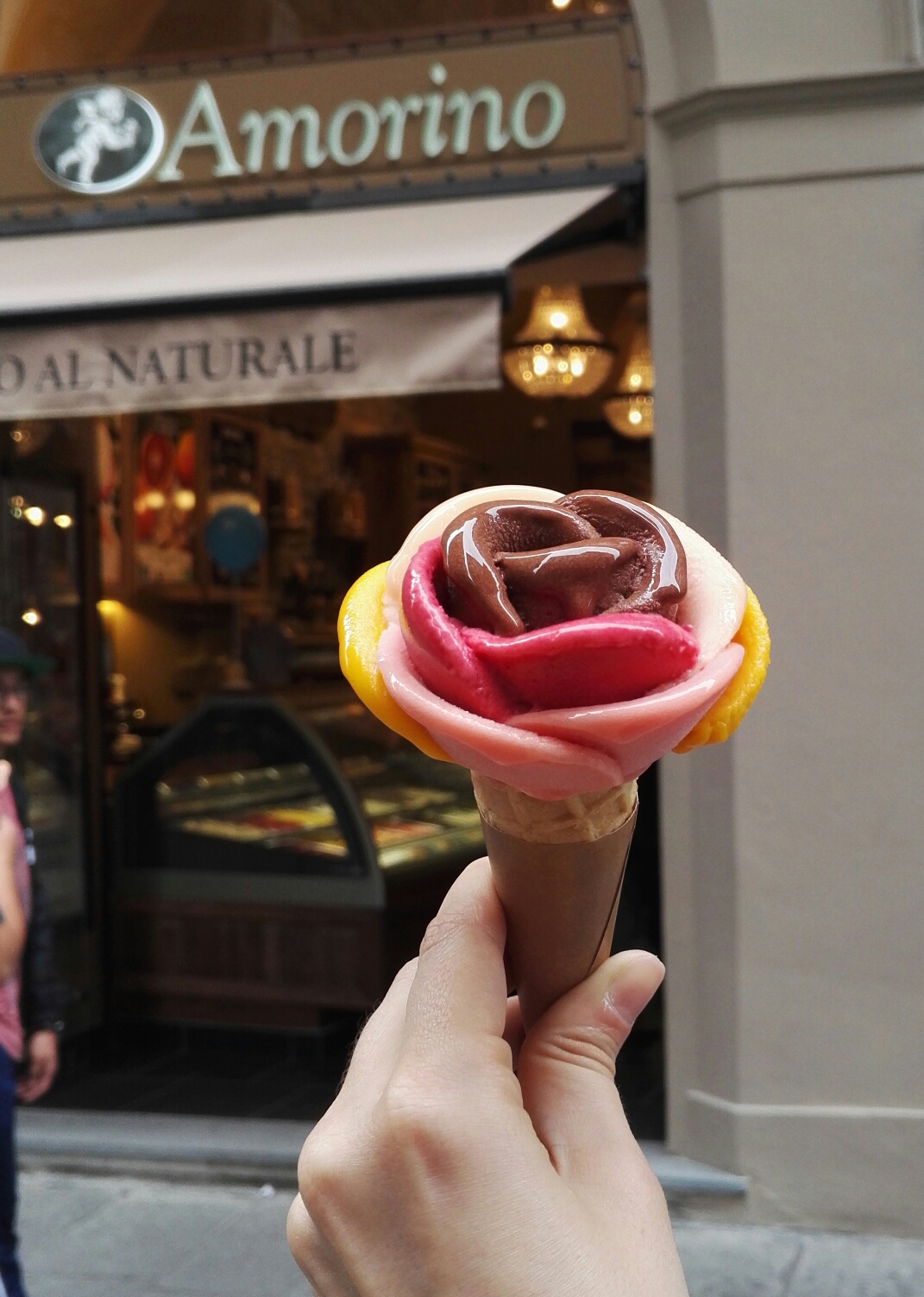
Un exemple de glace Amorino.

Depuis 2011, l'ensemble des boutiques est fourni par un même laboratoire basé à Orly dans le Val-de-Marne, à proximité du marché international de Rungis,,. En 2019, 60 % du chiffre d'affaires est réalisé hors de France.
|                                          | 2007 | 2009 | 2011 | 2013 | 2015 | 2017 | 2022 |
| ---------------------------------------- | ---- | ---- | ---- | ---- | ---- | ---- | ---- |
| Chiffre d'affaires (en millions d'euros) | 8    | 15   | 24   |      | 51   | 75   | 100  |
| Nombre d'employés                        |      |      |      | 40   |      |      |      |

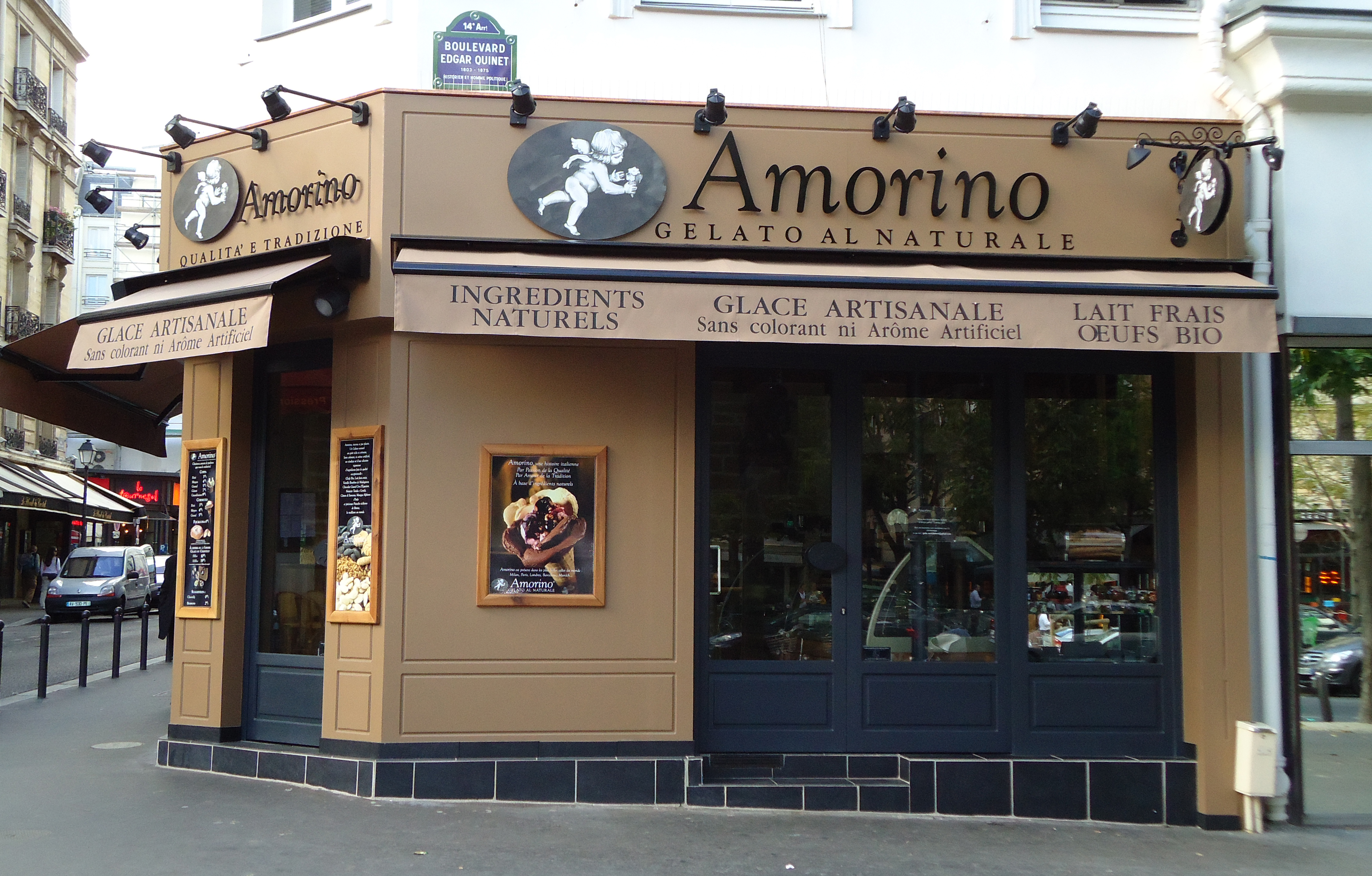
Une façade de boutique Amorino
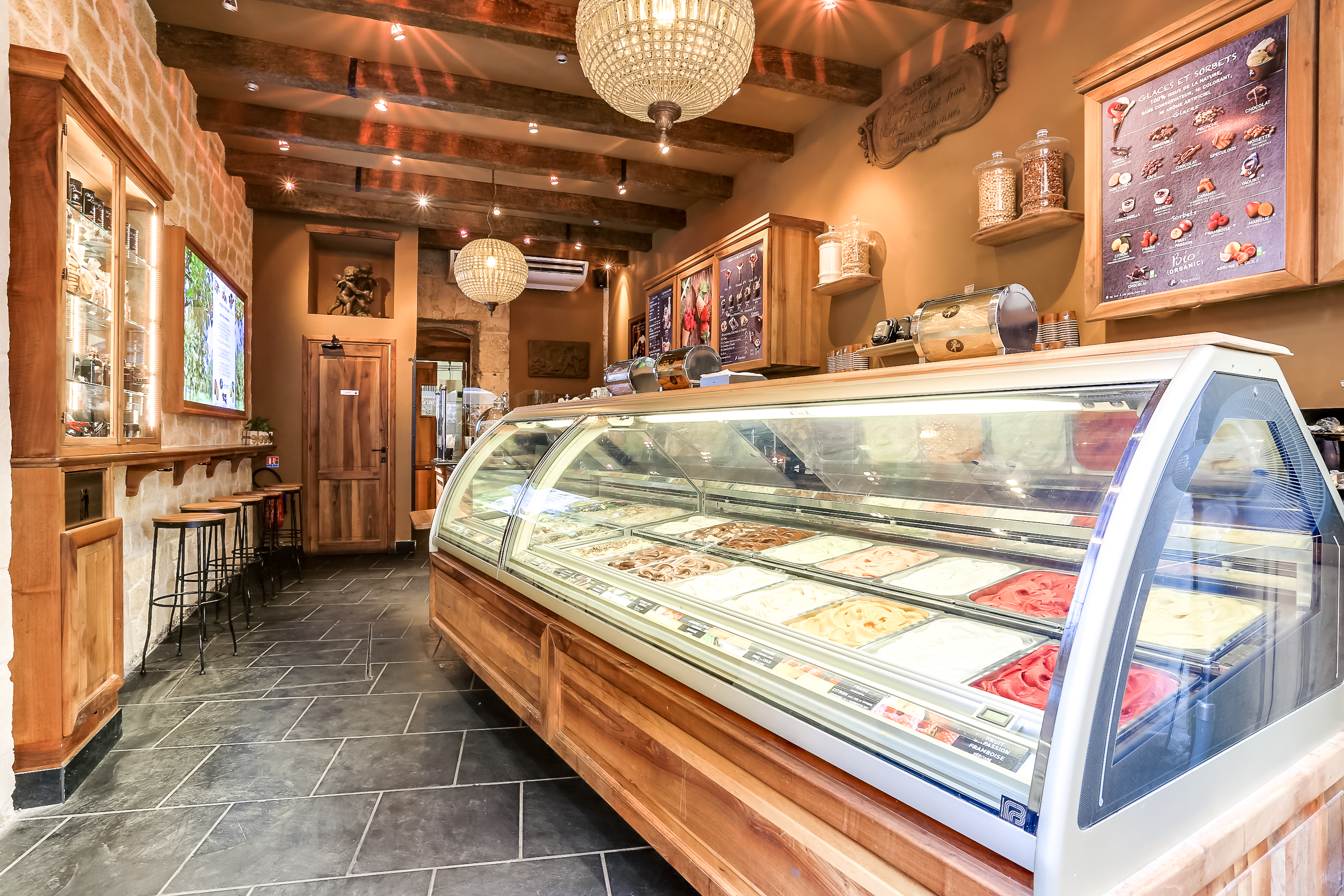
L'intérieur d'une boutique Amorino